# Hypoxis colliculata
Hypoxis colliculata es una hierba de pequeñas flores amarillas del género Hypoxis, familia Hypoxidaceae.

## Descripción
Es una hierba anual con bulbos con túnica membranácea y  raíces  tuberosas. Los bulbos miden de 1.2 a 2.0 cm largo, 0.5 a 1.1 mm ancho, túnica membranácea con 1 o 2 vainas, las vainas sin láminas o estas son reducidas, con ápice liso o escasamente velloso, generalmente con fibras cortas de aproximadamente 1 cm largo, curvadas, rectas o en zig-zag. Hojas 4 a 35 cm largo, 1.7 a 3 mm ancho, lineares, 10 a 17 nervadas incluyendo nervaduras de primer a tercer orden, nervadura central sobresaliente, con vellos,  2 a 4  nervaduras  marginales  sobresalientes en la cara superior, ambas superficies esparcidamente con pelos hacia el margen, en el ápice disminuye la densidad de tricomas.
Inflorescencias con 1 a 3 tallos, 1 a 2 flores por tallo, 4 a 18 cm largo, aplanados, lisos abajo, densamente con vellosidades arriba; pedicelos 1 a 9.0 mm largo, densamente con vellosidades; brácteas 1 a 2 por flor, 0.2 a 1.1 cm largo, 0.2 a 0.3 mm ancho; tépalos externos 3 a 10 mm largo, 1 a 2.5 mm ancho, lanceolado-lineares, escasa a densamente con vellosidades, generalmente con un mechón de tricomas en el ápice, lisos en la parte superior, 5-8-nervados, los internos 3.4 a 7.0 mm largo y 1.3-2.4 mm ancho, lisos en ambas superficies. Cápsulas 1.1 a 1.3 cm largo, 2.5 a 3.5 mm ancho,  de forma elíptica, esparcida a densamente con vellosidades; semillas 1.1 a1.3 mm largo y de 0.8 a 0.85 mm ancho, alargadas y de forma elíptica, negras y brillantes.
Una característica para diferenciar esta especie de otras del mismo género es por la ornamentación coliculada de sus semillas, así como  la presencia de fibras en la base del bulbo, aunque al parecer esta característica puede ser algo variable. La presencia de fibras está relacionado con la edad del cormo, si las plantas se desarrollan anualmente, significa que las hojas del año anterior son las que al desintegrarse forman a las fibras, si una planta es joven, no tiene fibras el primer año.

## Distribución
El género Hypoxis está integrado por alrededor de 90 especies en el mundo, sobre todo en las regiones tropicales; su diversidad se concentra principalmente en el norte de América, África, Australia y el sureste de Asia. Entre 9 y 10 especies se encuentran en México, de las cuales, tres se localizan en el valle de Tehuacán-Cuicatlán. Una de ellas, hasta ahora una especie endémica, corresponde a H. colliculata. En México, se distribuye solo en los estados de Oaxaca y Chiapas.

## Hábitat
Es una especie terrestre que se ha localizado en bosque de encino y bosque de pino con Juniperus; crece y se desarrolla  sobre suelos calizos y pedregosos en elevaciones de 2260 a 2440 m s. n. m.

## Estado de conservación
Es una especie que no se encuentra bajo alguna categoría de protección  en México, de acuerdo a la NOM-059- ECOL- SEMARNAT- 2010. Tampoco es una especie bajo alguna categoría de protección de la UICN.